# Alessia Trost
Alessia Trost (Pordenone, 8 de março de 1993) é uma atleta italiana, especialista em salto em altura.

## Carreira
Alessia Trost competiu no Rio 2016, fazendo a final olímpica e terminando na quinta colocação. 